# Фергюсон, Джеймс Эдвард
Джеймс Эдвард Фергюсон (англ. James Edward Ferguson; 31 августа 1871, Салейдо, округ Белл, Техас — 21 сентября 1944) — американский политик, 26-й губернатор штата Техас, член демократической партии.
Его жена, Мириам Фергюсон, также была губернатором штата Техас — в 1925—1927 и 1933—1935 годах.

## Биография
Джеймс Фергюсон родился 31 августа 1871 года в деревне Салейдо, находящейся в техасском округе Белл. Eго отец — Джеймс Эдвард Фергюсон, а мать — Фанни Фергюсон, урождённая Фицпатрик (Fannie Ferguson (Fitzpatrick)). Они жили на ферме. Когда Джеймсу было 4 года, умер его отец, и ему с юного возраста пришлось много работать, чтобы помогать матери. Он учился в Салейдо-колледже, но был оттуда исключён за неповиновение. В возрасте 16 лет он отправился в двухлетнее путешествие по западным штатам, где он зарабатывал на жизнь, выполняя практически любую работу, которую ему предлагали. Затем он возвратился в Техас, продолжал работать на ферме, а также на сооружении железнодорожного моста. После недолгого обучения, он начал заниматься юридической практикой в городе Белтон (Техас).

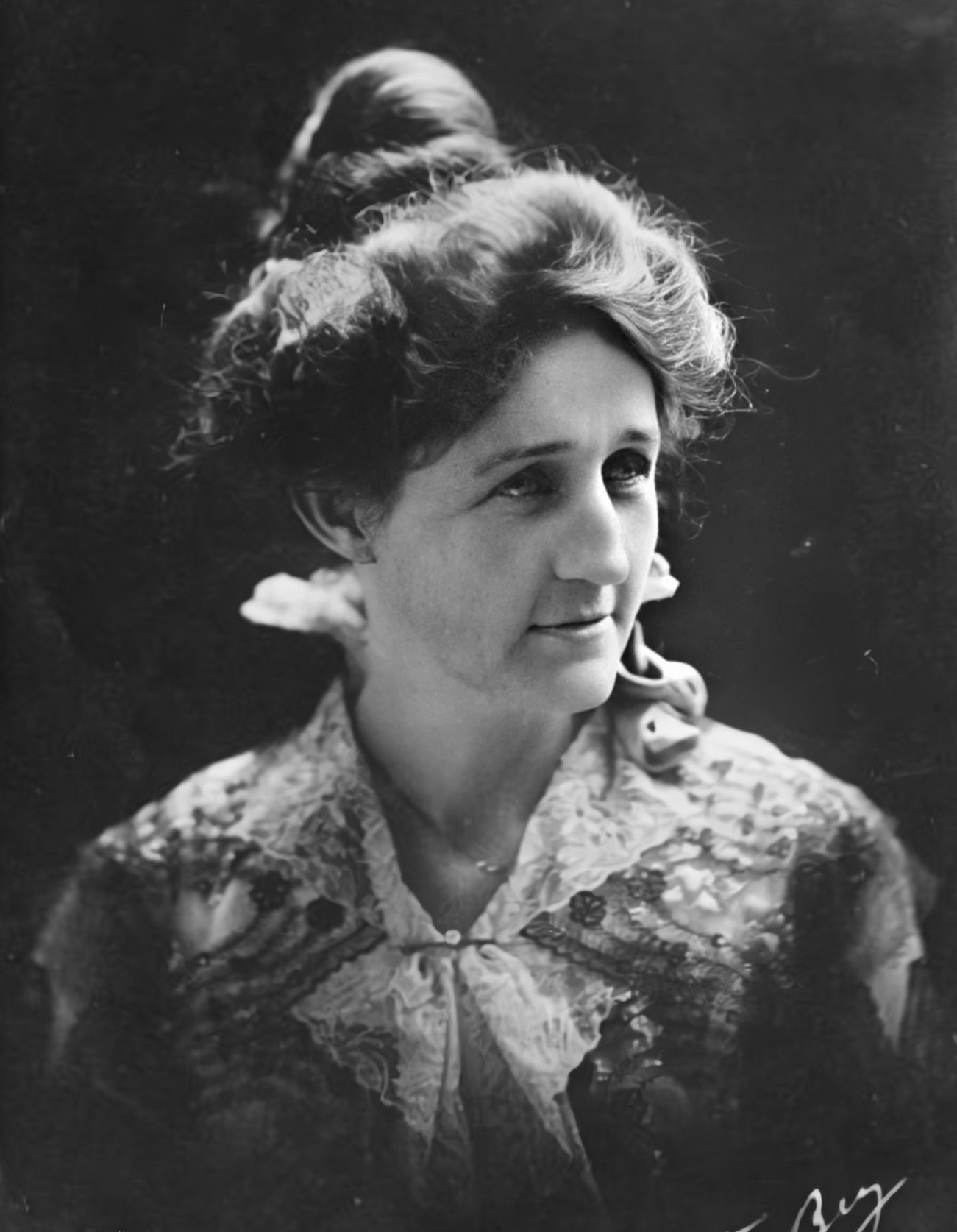
Мириам Фергюсон

31 декабря 1899 года он женился на Мириам Аманде Уоллес, которая взяла фамилию Фергюсон. Первое время они жили в Белтоне, и в этот период у них родились две дочки, Уида Уоллес (Ouida Wallace, род. 1900) и Руби Доррес (Ruby Dorrace, род. 1903). В 1907 году они переехали в Темпл (Техас), где Джеймс Фергюсон стал президентом банка Temple State Bank.  
В 1914 году Джеймс Фергюсон участвовал в выборах губернатора Техаса и победил в них. Он вступил должность в январе 1915 года. В конце 1916 года Джеймс Фергюсон повторно победил на губернаторских выборах, и его второй срок начался в январе 1917 года. Однако к середине 1917 года против него были выдвинуты обвинения, в частности, в неправильном расходовании общественных фондов. 21 июля состоялся суд, и он признал его виновным по нескольким пунктам обвинения. Хотя Джеймс Фергюсон оставался на свободе (под залог) и сохранял свой пост губернатора Техаса, через некоторое время Палата представителей штата начала процедуру импичмента, и, когда исход дела стал очевиден, 25 августа 1917 года Фергюсон был вынужден уйти в отставку. 

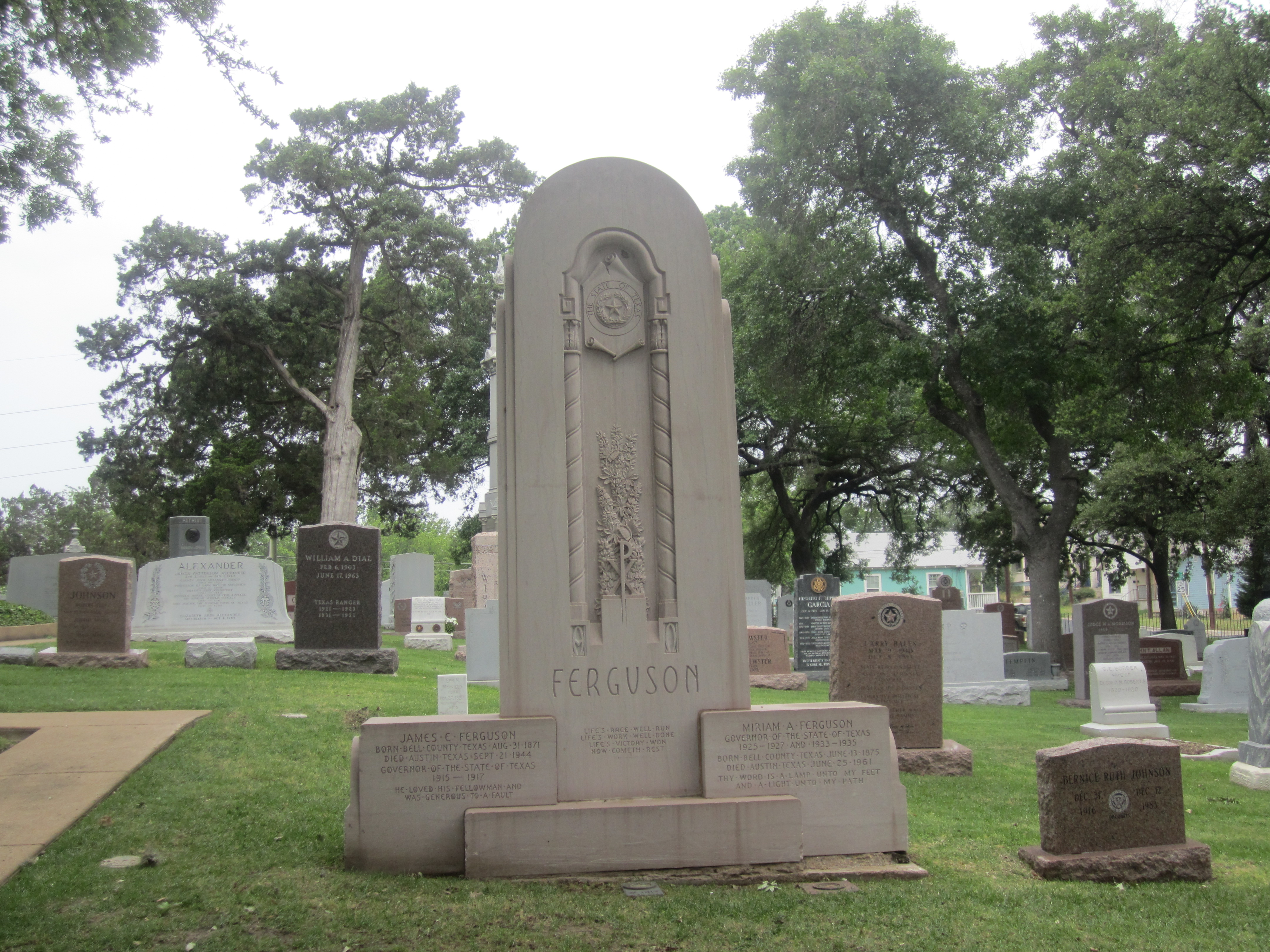
Памятник на могиле Джеймса и Мириам Фергюсон

Несмотря на то, что ему было запрещено занимать выборные посты в Техасе, Джеймс Фергюсон участвовал в губернаторских выборах в конце 1918 года, но проиграл Уильяму Петтусу Хобби, который при нём был вице-губернатором. В 1920 году он участвовал в выборах Президента США от «американской партии» (American Party), но его имя было зарегистрировано в бюллетенях только в Техасе. В 1922 году он участвовал в выборах сенатора США от Техаса, но проиграл Эрлу Брэдфорду Мэйфилду.
В 1924 году Джеймс Фергюсон объявил, что теперь его жена Мириам будет бороться за пост губернатора, а он будет ей помогать. Таким образом, они проводили предвыборную кампанию вместе, под лозунгом «Два губернатора по цене одного» (англ. "Two Governors for the Price of One"). Выступая от демократической партии, Мириам Фергюсон победила в губернаторских выборах 1924 года. Она была губернатором в 1925—1927 годах и повторно в 1933—1935 годах. 
Джеймс Фергюсон скончался 21 сентября 1944 года в Остине и был похоронен на кладбище штата Техас.